# Okręg Vrancea
Vrancea – okręg we wschodniej Rumunii (Mołdawia zachodnia), ze stolicą w mieście Fokszany. W 2011 roku liczył 340 310 mieszkańców. Okręg ma powierzchnię 4857 km², a jego gęstość zaludnienia wynosiła 70,1 os./km².

## Struktura narodowościowa
Według spisu ludności z roku 2011 okręg Vrancea zamieszkiwały następujące narodowości:
- Rumuni - 90,6%
- Romowie - 3,5%
- Węgrzy - 0,020%
- Turcy - 0,010%
- Włosi - 0,007%
- Ukraińcy - 0,004%
- Niemcy - 0,003%
- Ormianie - 0,003%
- Żydzi - 0,002%
- Rosjanie - 0,002%

## Miasta
- Fokszany (rum. Focșani)
- Adjud
- Mărășești
- Panciu
- Odobești